# R. Stephen Berry
Richard Stephen Berry (* 9. April 1931 in Denver, Colorado; † 26. Juli 2020 in Chicago) war ein US-amerikanischer Chemiker und Professor für Physikalische Chemie.

## Leben und Werk
Berry studierte an der Harvard University, wo er 1956 bei William E. Moffitt promovierte. Von 1957 bis 1960 arbeitete er als Dozent an der Universität von Michigan, danach an der Yale University als Assistant Professor. Ab 1964 war er Professor an der Universität von Chicago, wo er zuletzt James Franck Distinguished Service Professor Emeritus war. Außerdem fungierte er als Sonderberater des Director for National Security beim Argonne National Laboratory.
Er war von 1999 bis 2003 Geschäftsführer der United States National Academy of Sciences, deren Mitglied er seit 1980 war. Berry erhielt zahlreiche Preise und Auszeichnungen, darunter die Wahl zum Fellow der American Academy of Arts and Sciences, Fellow der American Association for the Advancement of Science, Mitglied der American Philosophical Society, und zum auswärtigen Mitglied der Königlich Dänischen Akademie der Wissenschaften. Er erhielt den Senior Scientist Award der Alexander-von-Humboldt-Stiftung und Newton-Abraham Professor der Oxford University. 1983 war er MacArthur Fellow.
Der Schwerpunkt seiner Arbeit lag in der Untersuchung der Struktur, dem Verhalten und der Dynamik von Clustern und Biopolymeren. Bekannt wurde er auch durch seine Arbeiten über die Pseudorotation. Berry veröffentlichte ca. 500 wissenschaftliche Schriften.